# چغازال
چغازال مربوط به عصر آهن دو I است و در شهرستان ازنا، بخش مرکزی، دهستان پاچه لک غربی، ۱/۲۰۰ کیلومتری جنوب غربی روستای برجله واقع شده و این اثر در تاریخ ۲۸ اسفند ۱۳۸۵ با شمارهٔ ثبت ۱۸۲۸۶ به‌عنوان یکی از آثار ملی ایران به ثبت رسیده است. بنیان روستا به ابتدای دوره صفویه بر می گردد که تعدادی از گرجی‌ های قزوین (پایتخت آن دوره صفویه) شاه اسماعیل یکم به این محل کوچانده شدند. گرجی‌ها بنیان روستاهای ده ازنا، گرجی، کرتیلان، برجله، چغاغونی و چغاصیدی را نهادند. که دو روستای آخر در زلزله سال ۱۲۸۱ شمسی به کلی از بین رفتند.